# 前田直輝
前田直輝（1994年11月17日—），日本足球運動員，司職翼鋒，現效力日職球隊廣島三箭。

## 俱樂部生涯
前田直辉1994年出生，出自东京绿茵青训，之后在松本山雅和横滨水手都有效力经历。本赛季重返松本后在日乙联赛有16次出场打进3个进球，天皇杯也有2次出场。 
日职联赛球队名古屋鲸鱼官方宣布，队内前锋前田直辉租借加盟荷甲乌德勒支，租借为期半年。
前田直辉荷甲联赛代表乌德勒支首发，主场对战阿積士，这也是其加盟后首秀，不过开场8分钟就被铲伤换下。根据当地媒体报道，前田直辉左脚踝受伤，预计将缺战4个月时间。
8月31日，名古屋鲸鱼官宣效力于荷甲乌德勒支的前田直辉租借合同将延长至2023年6月30日。
2023年2月7日，荷兰杯八分之一决赛，乌德勒支2:1战胜阿尔克马尔。前田直辉第90分钟替补登场。第93分钟前田直辉禁区内接队友助攻不停球远角破门。这是前田直辉本赛季各项赛事首球。

## 外部連結
- Profile at Matsumoto Yamaga （页面存档备份，存于）
- Profile at Yokohama F. Marinos （页面存档备份，存于）
- 日本職業足球聯賽中的前田直輝 （日語）